# Silvia Forti Lombroso
Silvia Forti Lombroso (Verona, 2 gennaio 1889 – Roma, luglio 1979) è stata una scrittrice e superstite dell'Olocausto italiana, autrice di racconti autobiografici sulla vita della propria famiglia durante il fascismo e le persecuzioni razziali della seconda guerra mondiale.

## Biografia
Silvia Allegrina Fort nasce a Verona in una famiglia ebraica italiana. 
Nel 1913 sposa il fisiologo e professore universitario Ugo Lombroso, figlio del celebre antropologo Cesare Lombroso. Dal matrimonio nascono due figli: Nora (1914-2009) e Cesare (1917-2013).
Da Genova la famiglia si sposta in Sicilia e quindi nuovamente a Genova, seguendo gli impegni di lavoro del padre, professore universitario a Messina (1919-23), Palermo (1923-35) e Genova (1935-38).
A causa delle leggi razziali del 1938, l'intera famiglia Lombroso, da sempre di solidi sentimenti socialisti e antifascisti e alla quale è ora più che mai preclusa ogni possibilità di lavoro e di carriera in Italia, decide di emigrare all'estero. I coniugi Lombroso si trasferiscono a Parigi (dove Ugo Lombroso è Maître de Recherche presso l'École de Medicine). Entrambi i loro figli si stabiliscono invece negli Stati Uniti. Nora, la quale nell'aprile 1938 aveva sposato lo scienziato Bruno Rossi, accompagna il marito a Chicago, mentre Cesare, medico come il padre, raggiunge Boston, dove nel dopoguerra diverrà primario ospedaliero al Boston Children’s Hospital.
Con lo scoppio della seconda guerra mondiale e l'occupazione tedesca della Francia i coniugi Lombroso rimangono bloccati a Genova. Dopo l'8 settembre 1943 riescono a sopravvivere alle deportazioni, trovando rifugio in un piccolo villaggio presso una famiglia di conoscenti.
Nel dopoguerra, Silvia Lombroso è autrice di due libri autobiografici. Il primo (Si può stampare: pagine vissute, 1938-1945) narra le traversie della famiglia durante gli anni delle persecuzioni razziali. Pubblicato nel 1945, è con gli scritti di Giacomo Debenedetti e di Luciano Morpurgo, uno dei primissimi memoriali della Shoah italiana, vista non dalla prospettiva dei deportati ma di coloro che la deportazione hanno evitato rimanendo nascosti in Italia in condizioni spesso molto precarie.
Dopo la morte del marito a Genova nel 1952, Silvia Lombroso si trasferisce nel 1956 a Cambridge, MA negli Stati Uniti, dove vivono figli e nipoti. Nel 1969 pubblica in Italia il suo secondo libro di memorie (Case di sogno, case di mattoni) nel quale ripercorre la propria esperienza di giovane sposa a casa Lombroso.
Muore nel luglio 1979.

## Opere
- Silvia Forti Lombroso, Si può stampare: pagine vissute, 1938-1945 (Roma: Dalmazia, 1945).
- Silvia Forti Lombroso, Case di sogno, case di mattoni (Genova: SAGEP, 1969).